# Theodor Reinhart (Kreisdirektor)
Theodor Reinhart (* 18. Dezember 1872 in Worms; † 9. Februar 1946 in Ruhpolding) war ein deutscher Jurist und Leiter der Kreisverwaltung in Alzey. 

## Leben
Theodor Reinhart wurde als Sohn des Kaufmanns und Politikers Andreas Reinhart (1841–1910) und dessen Ehefrau Amalie Therese Auguste Ernst (1846–1917) geboren, war nach dem Studium der Rechtswissenschaften zunächst als Regierungsassessor tätig und leistete seinen Dienst beim Polizeiinspektor für den Landbezirk des Kreises Offenbach, dem Kreisamt Offenbach zugeordnet., bevor er am 19. Dezember 1908 Vorstand des Polizeiamts Gießen mit dem Amtstitel „Polizeiamtmann“ wurde.
1910 kam er als Kreisamtmann zum Kreisamt Alzey und war in dieser Funktion Leiter der Kreisverwaltung.
Am 12. Mai 1917 wurde er zum Regierungsrat befördert und 1923 im Rahmen der Alliierten Rheinlandbesetzunng nach Bensheim ausgewiesen, wo er am 29. September 1924 zum Kreisdirektor des Kreises Bensheim ernannt wurde und dieses Amt bis zu seiner Versetzung in den Ruhestand zum 1. Februar 1934 ausübte.

### Öffentliche Ämter
- 1909 Stellvertreter des Vorsitzenden des Schiedsgerichts für Arbeiterversicherung in der Provinz Oberhessen